# Frejštejn
Frejštejn je zřícenina hradu u Podhradí nad Dyjí na pravé straně řeky Dyje při jejím soutoku s Křeslickým potokem. Jeho počátky sahají do 13. století, od 15. století je pustý. Jeho zbytky jsou chráněny jako kulturní památka České republiky.

## Historie
Hrad Frejštejn (Vreyensteyn), ležící po obvodu bítovské kastelanie, založili potomci pána Wernharda z Trnavy/Thürnau, kteří zdejší oblastí disponovali za služby moravskému markraběti Vladislavu Jindřichovi. Roku 1251 se na hradě připomíná Oldřich/Ulrich řečený Liber (Svobodný, německy Frei) a jeho syn Gaytmar, jež svědčili svému příbuznému Vikartovi z Trnavy/Thürnau při donaci jerušskému klášteru. Po smrti Přemysla Otakara II. se Frejštejn stal, stejně jako dolnorakouský hrad Trnava/Thürnau, doupětem lapků. V roce 1286, kdy je na hradě uváděn Oldřich Frej z Frejštejna, hrad dobyl a pobořil se souhlasem českého krále Václava II. rakouský vévoda Albrecht I.
Za vlády Václava II. byl hrad znovu obýván a stavebně značně rozšířen. V roce 1310 se na hradě připomíná Marquart z Frejštejna/Marquart Frey jako svědek na listině Rajmunda z Lichtenburka. V roce 1322 a 1323 se při obdarování kláštera ve Zwetlu objevuje ve svědečných řadách Oldřich/Ulrich Vrey. Od třicátých let 14. století spravovali Frejštejn zeměpanští purkrabí: roku 1331 Konrád z Bítova s chotí Budislavou, roku 1354 a 1371 Petr Hecht z Rosic (také purkrabí na hradě ve Vranově). Pravděpodobně za Oldřicha z Frenštejna vznikl v severní části dolního hradu reprezentativní trojpodlažní palác s navazující hradní kaplí sv. Kateřiny, která je připomínána roku 1347.
V období markrabských válek na přelomu 14. a 15. století se Frejštejna neoprávněně zmocnil Mikuláš Pillung z Jilkova. Po jeho smrti (1406) pohrozil markrabě Jošt Markétě Pillungové, manželce drozdovického hejtmana Konráda II. z Krajku, aby Frejštejn vrátila. Hrad poté šel do zástavy, což v letech 1413 a 1417 potvrdil Joštův nástupce král Václav IV. Držitelem byl patrně Oldřich z Kunštátu a Líšnice a purkrabí Přibík z Odlochovic. Jejich loupení v Rakousích nemohlo ujít trestu. Z pověření krále Zikmunda se hradu zmocnil Lipolt Krajíř z Krajku, hejtman českobudějovický, který se záhy zasloužil o obranu severního Dolního Rakouska i Znojemska před husitskými nájezdy.
Hrady a zámky moravsko-rakouského Podyjí

Roku 1422 zapsal král Zikmund Frejštejn do dědičné zástavy Lipoltovi I. z Krajku, který jej odkázal mladšímu bratrovi Janu Krajíři z Krajku, který byl pro loupeživé výpady postrachem dalekého okolí. V lednu 1440 se sice Jan zavázal k dodržování landfrýdu, ale později jej moravští stavové označili za škůdce země moravské. Hrad měl být vykoupen a pobořen. Není jasné, zda k tomu skutečně došlo, jelikož ještě roku 1447 se Jan Krajíř z Krajku připomíná na hradě. Mohlo jít také o politické záškodnictví, neboť Jan figuroval jako zastánce krále Fridricha III., poručníka nezletilého Ladislava Pohrobka a také v úřadu drozdovického hejtmana.
Stoupencem císaře Fridricha III. byl také Janův synovec Volf, který roku 1454 zdědil mimo hradu Frejštejna také Cizkrajov a v Čechách panství Landštejn a Novou Bystřici. Za svou podporu nového českého krále Jiřího z Poděbrad roku 1458 ve válce v Rakousích a při obléhání hradu Cornštejna ho král obdaroval zkonfiskovaným cornštejnským panstvím. Během války proti Matyáši Korvínovi se hrad stal pravděpodobně cílem zničujícího útoku, jelikož roku 1487 je už v pramenech zmiňován jako zbořený. Další osud hradu je spojen s majiteli Lipoltem II. a Jindřichem, syny Volfa Krajíře. V roce 1493 potvrdil král Vladislav II., tak jak to již učinil jejich otci Volfovi, Lipoltovi a jeho bratrům z Krajku propuštění z manství:
„Hrad Cornštejn s horú, s řekú, s mlýnem pod hradem, s lukú, s pěti lány lesu, s kostelním podacím kostela svaté Trojice, s některými domy při témž kostele postavenými, zbořený hrad Frajštajn a pod ním ves se dvěma mlýny, s řekú, s lukami, lesy k témuž hradu příslušejícími, ves Stalek se vším jejím příslušenstvím a s kostelním podacím, ves Krezynk pustú s dvorem poplužným, ves Chrlopy s dvorem poplužním se vším jejím příslušenstvím kromě dvů lánů, kteříž k oltáři do Vratěnína příslušejí, ve vsi Mošovicích (Mešovicích) pět polůlání a čtyři čtvrti, dvuor řečený Sycznhof, v Terčicích jeden lán, v Rancéřově roli a lůku, ves pustú Šatice, v Leubinku pustý mlýn, v Kostnicích puol šesta lánu a sad s rolí, s lukami, s lesem, kterýž leží v žlebě pod vsí, s vodami i s druhým lesem, jenž slove Dúbrava, ležící nade vsí, v Lubnici dvuor se vším, což k němu od pradávna příslušie, ves pustú Uherčice a dvuor poplužní se dvěma pluhoma role, kromě toho, co tu abatyše z Oslovan má, ves pustú Stojačice, městečko Vratěnín se vším jeho příslušenstvím, s dvorem poplužným a s dvěma pluhoma rolí, ves Mladoňovice se vším jejím příslušenstvím, s dvorem poplužným s dvěma pluhoma rolí, i s opravami na vsech a na lidech, kteréž již k psanému hradu Frajštajnu od staradávna spravedlivě příslušejí.“
Moravské zemské desky
Roku 1628 získal hrad císařský rada Jakub Berchtold, který byl roku 1633 povýšen do stavu svobodných pánů z Uherčic. V 16. století měly podle Ladislava Hosáka na hradě probíhat pevnostní přestavby. Od té doby sdílel hrad osudy uherčického panství. Hrad je majetkem obce Podhradí nad Dyjí. Z Frejštejna není daleko do Uherčic (zámek) a odtud buď přes Slavonice nebo přes Jemnici (zámek) do krásné Telče (zámek).

## Stavební podoba
Frejštejn se nachází v těsné blízkosti Podhradí nad Dyjí na jeho jižní straně. Po levé straně hradu se nachází řeka Dyje, na severu od něj je přírodní památka Podhradské skály. Zřícenina je poměrně malá. Z původního hradu je zachována část severní zdi a hradeb, malého paláce, vrat i kaple. Dobře zachovaná je bašta na jihozápadní straně hradu. Ze zmíněné přestavby v 16. století se dochovala věž se střílnami.

## Galerie

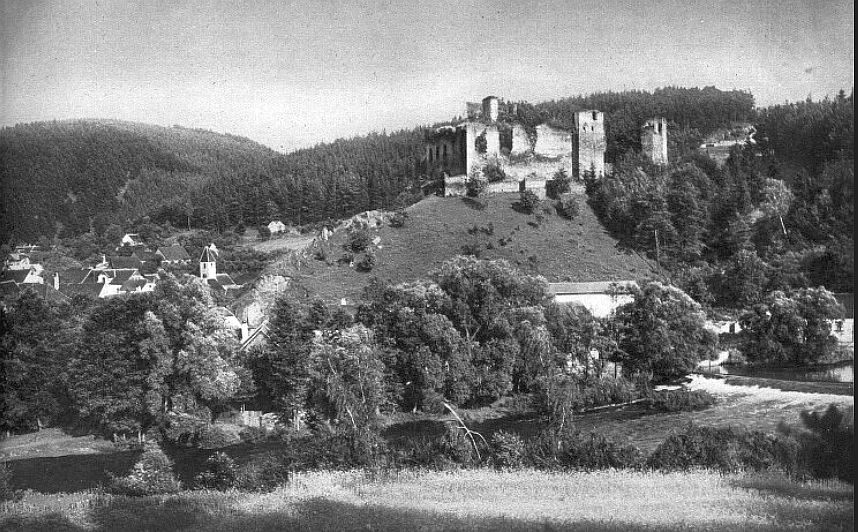
Frejštejn (1932)
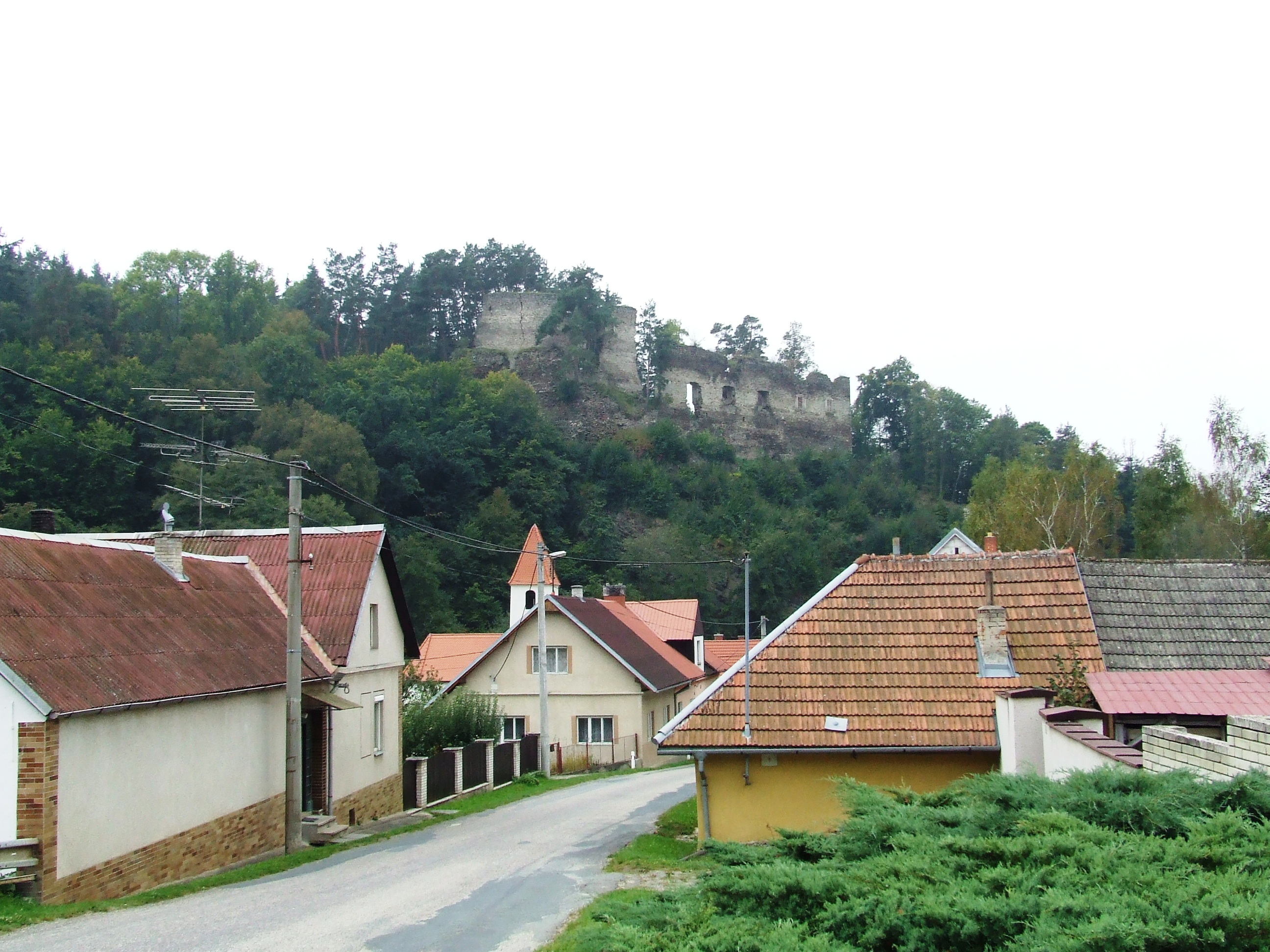
Pohled na hrad a část obce
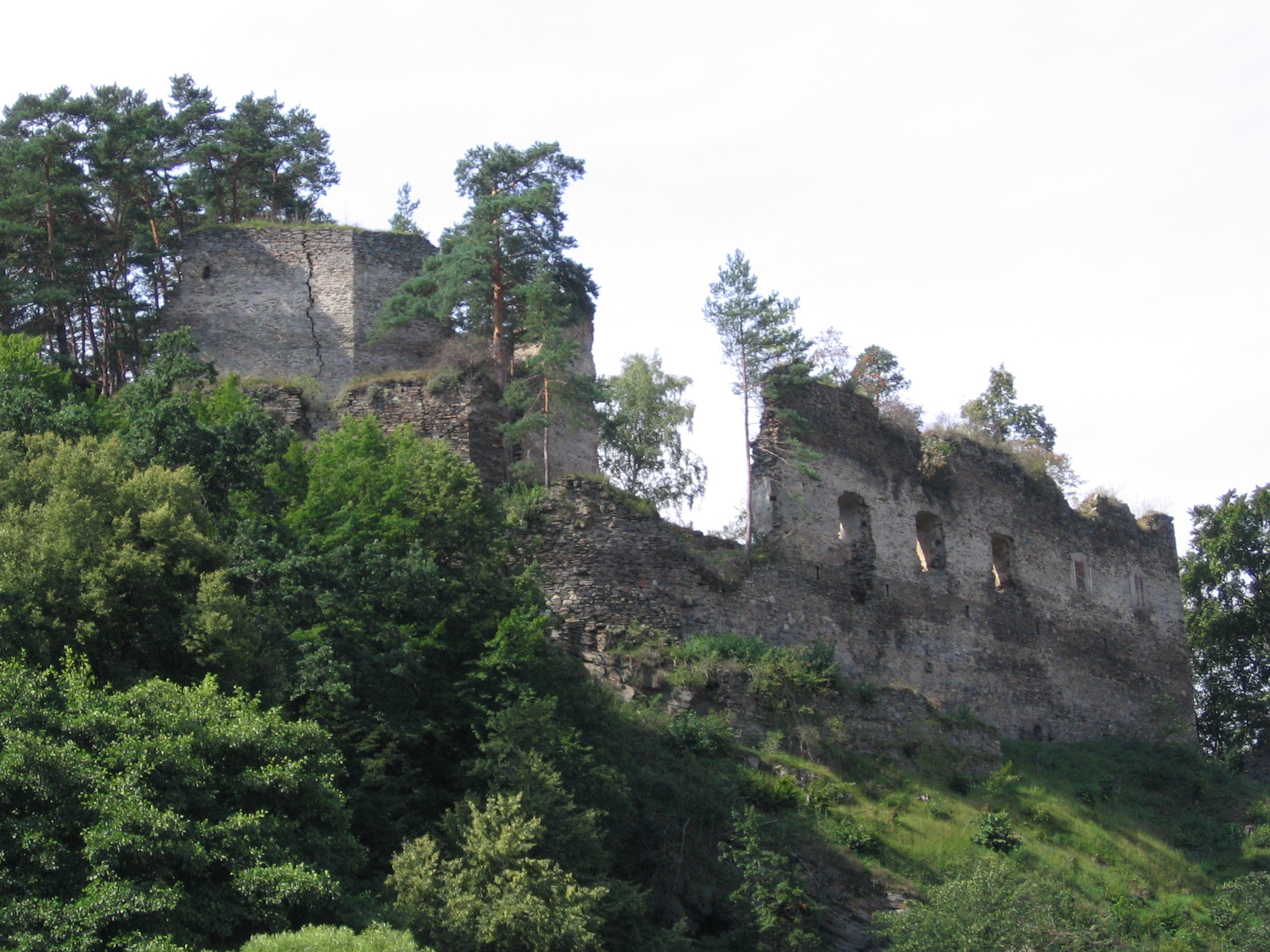
Frejštejn
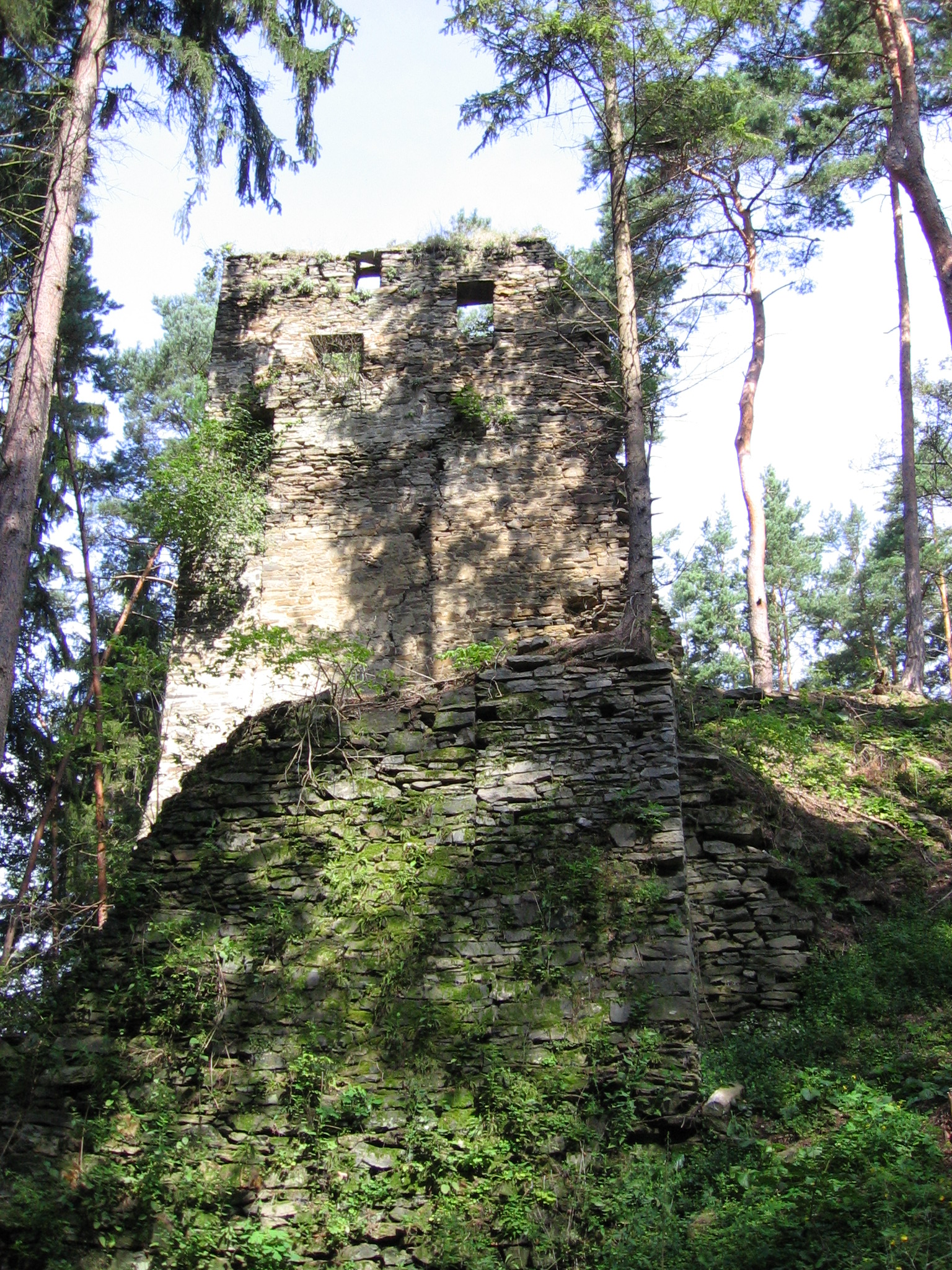
Frejštejn
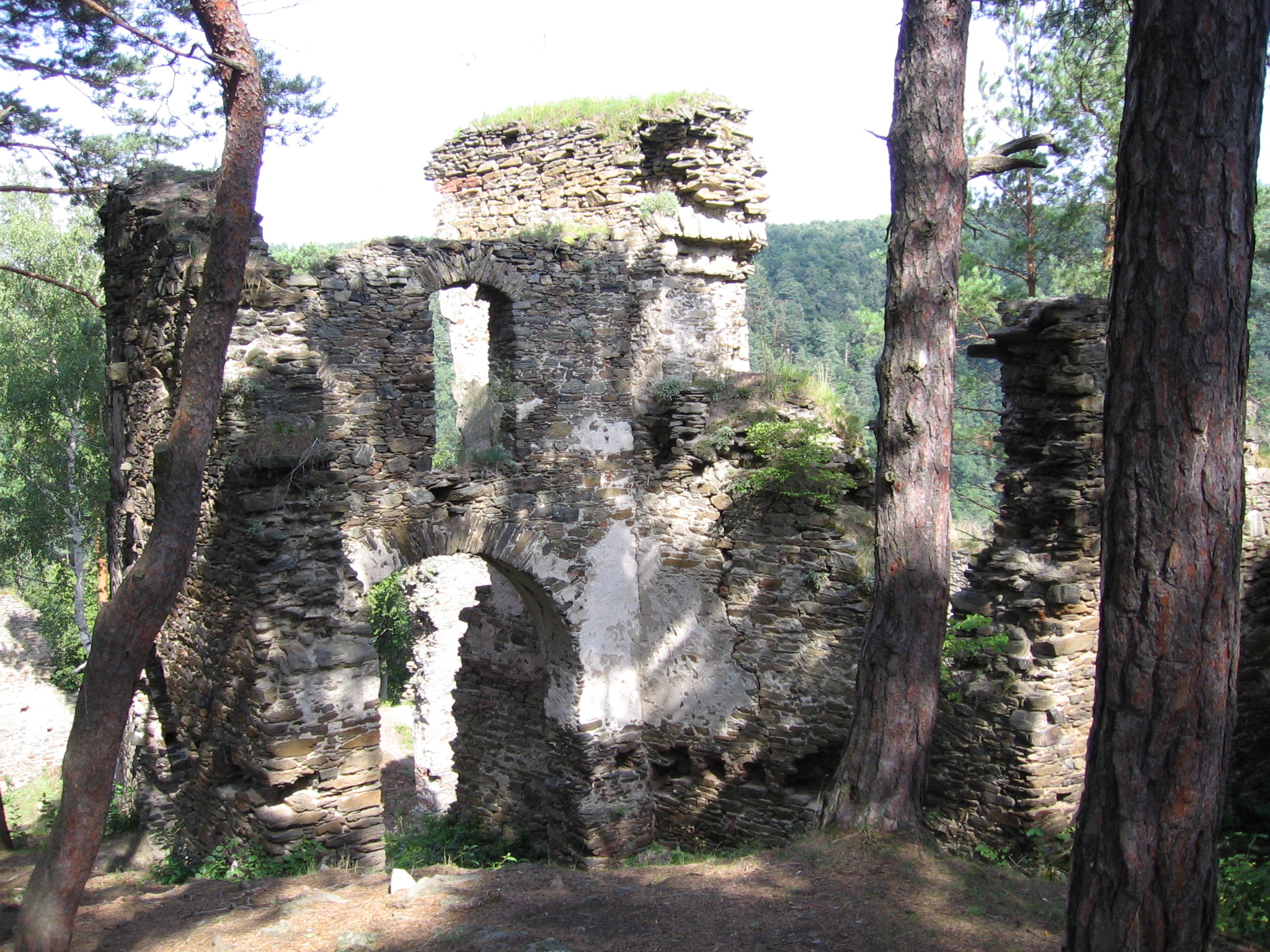
Frejštejn